# Ibrahim Konare
Ibrahim Konare (* 3. November 2001) ist ein malischer Fußballspieler.

## Karriere
Ibrahim Konare erlernte das Fußballspielen in Mali in der Jugendmannschaft des AS Mansa. Im Juli 2022 ging er nach Asien, wo er in Thailand einen Vertrag beim Raj-Pracha FC unterschrieb. Der Verein aus der Hauptstadt Bangkok spielt in der zweiten thailändischen Liga, der Thai League 2. Sein Zweitligadebüt gab Ibrahim Konare am 13. August 2022 (1. Spieltag) im Heimspiel gegen den Phrae United FC. Hier wurde er in der 75. Minute für Ronnachai Rangsiyo eingewechselt. Das Spiel endete 2:2. Für den Hauptstadtverein bestritt er 17 Zweitligaspiele. Nach der Hinrunde wurde sein Vertrag nicht verlängert. Im Januar 2023 unterschrieb er einen Vertrag beim thailändischen Drittligisten Muang Loei United FC. Mit dem Verein aus Loei spielt er 22-mal in der North/Eastern Region der Liga. Hierbei schoss er drei Tore. Im Dezember 2023 wurde sein Vertrag nicht verlängert.